# Groeneveldstichting
De Groeneveldstichting is een van de jongste hofjes van de Nederlandse stad Leiden. Het hofje is gelegen aan de Oude Vest nabij de Leidse Schouwburg. Het hofje werd gesticht in 1878 door Eduard Cornelis Groeneveld en gebouwd in 1882.
Nog steeds is de Groeneveldstichting in gebruik als tehuis voor oudere predikantsweduwen.
Barend van Namenhof ·
Bethaniënhof ·
Bethlehemshof ·
Brouchovenhof ·
Cathrijn Jacobsdochterhof ·
Cathrijn Maartensdochterhof ·
Coninckshof ·
Eva van Hoogeveenshof ·
François Houttijnshof ·
Groeneveldstichting ·
Groot Sionshof ·
Heiligen Geest- of Cornelis Spronghof ·
Jan de Laterehof ·
Jan Pesijnhof ·
Jean Michelhof ·
Jeruzalemhof ·
Joost Frans van de Lindenhof ·
Juffrouw Maashof ·
Justus Carelhuis ·
Klein Sionshof ·
Meermansburg ·
Mierennesthof ·
Pieter Gerritz. van der Speckhof ·
Pieter Loridanshof ·
Samuel de Zeehof ·
Schachtenhof ·
Sint Anna Aalmoeshuis ·
Sint Annahof of Joostenpoort ·
Sint Elisabethgasthuishof ·
Sint Jacobs- of Crayenboschhof ·
Sint Janshof ·
Sint Salvatorhof ·
Sint Stevenshof ·
Tevelingshof ·
Van Assendelftshof